# Alexander Ostrowski
Alexander Markowich Ostrowski (em ucraniano:  Олександр Маркович Островський; em russo:  Александр Маркович Островский; Kiev, 25 de setembro de 1893 — Montagnola, 20 de novembro de 1986) foi um matemático ucraniano.
Iniciou a estudar matemática na Universidade de Marburg, sob a supervisão de Kurt Hensel.
Após a Primeira Guerra Mundial foi para a Universidade de Göttingen, onde doutorou-se em 1920. Em seguida foi para Hamburgo, onde foi assistente de Erich Hecke, habilitando-se em 1922. Em 1923 foi docente em Göttingen.
De 1925 a 1926 foi bolsista da fundação Rockfeller na Inglaterra, quando foi então professor na Universidade de Basileia, onde permaneceu até aposentar-se, em 1958. Foi depois professor visitante em diversas universidades nos Estados Unidos, e também ligado ao National Institute of Standards and Technology.